# Alex Dias Ribeiro
Alex Dias Ribeiro, conhecido como Alex Ribeiro (Belo Horizonte, 7 de novembro de 1948) é um ex-automobilista brasileiro de Fórmula 1. apresentador, palestrante e escritor de sete obras autorais, sendo três best-sellers. Alex é um dos grandes nomes do automobilismo brasileiro e mundial.
Alex Ribeiro foi campeão Brasileiro de Fórmula Ford em 1973 pela equipe Hollywood e piloto número um pelo ranking da revista autoesporte, no ano seguinte, em 1974, iniciou sua carreira internacional na inglaterra, se tornando vice-campeão inglês de Fórmula 3, no ano seguinte foi contratado pela equipe inglesa March (equipe de Max Mosley) se tornando duas vezes vice-campeão inglês de Fórmula 3. Alex, ganhou diversos títulos individuais, sendo os principais: Número um no ranking dos pilotos brasileiros em 1973, Prêmio Victor de 1968 como piloto revelação do ano de 1967 à encargo da histórica corrida dos 500km de brasília de 1967 com a equipe Camber e tem seu nome no Hall da Fama no Autodromo de Nürburgring na Alemanha por sua vitória milagrosa no circuito mais perigoso da Fórmula 1 e Fórmula 2 em 1978 com seu carro de equipe própria, Jesus Saves Racing Team.
Na Formula 1, ele disputou dez corridas entre 1976, 1977 e 1979, com as equipes Hesketch, March Engineering e Equipe Fittipaldi. Além de seus patrocinadores pessoais, estampou a frase “Jesus Salva” nos seus carros como forma de espalhar sua mensagem ao redor do mundo após uma acordo divino que fez quando era adolescente e projetava ser piloto profissional.

## Início da Carreira
Alex passou sua infância em Brasília, onde começou a acompanhar e competir nas provas e "rachas" locais, sendo um dos pilotos de destaque nos 'pegas' noturnos. Alex acompanhava principalmente as corridas de longa duração (endurance) como os 500 e 1.000 Km de Brasília, onde ganhou projeção nacional ao chegar em segundo lugar nos 500km de Brasília de 1967 com um carro protótipo, construído a partir dos restos do fusca acidentado de seu pai, apelidado de "Patinho Feio" pela imprensa local, a oficina e equipe Camber fundada por Alex teve destaque nacional, e por lá se formaram três pilotos para a Fórmula 1: Alex Ribeiro, Nelson Piquet e Roberto Pupo Moreno.  
Em 1970 e 1971, foi bicampeão brasiliense de kart. Também no ano de 1971, estreou na Fórmula Ford, em 1972 foi contratado pela equipe Hollywood sagrando-se vice-campeão e já no ano seguinte, 1973 conquistou o título da categoria.

### Carreira Internacional
Em 1974 iniciou sua carreira internacional pela Fórmula 3 Inglesa pela equipe March, sendo vice-campeão e repetindo o feito em 1975, passando em seguida para a Fórmula 2, também com a equipe March-BMW, último degrau, à época, para a Fórmula 1, já sendo cobiçado por equipes como: Brabham, a pedido de Jose Carlos Pacce (seu mentor e amigo), March Engineering e observado por Hesketch e Frank Williams da equipe Williams e já efetivado como piloto reserva e testes da equipe Fittipaldi. 

### Fórmula 1

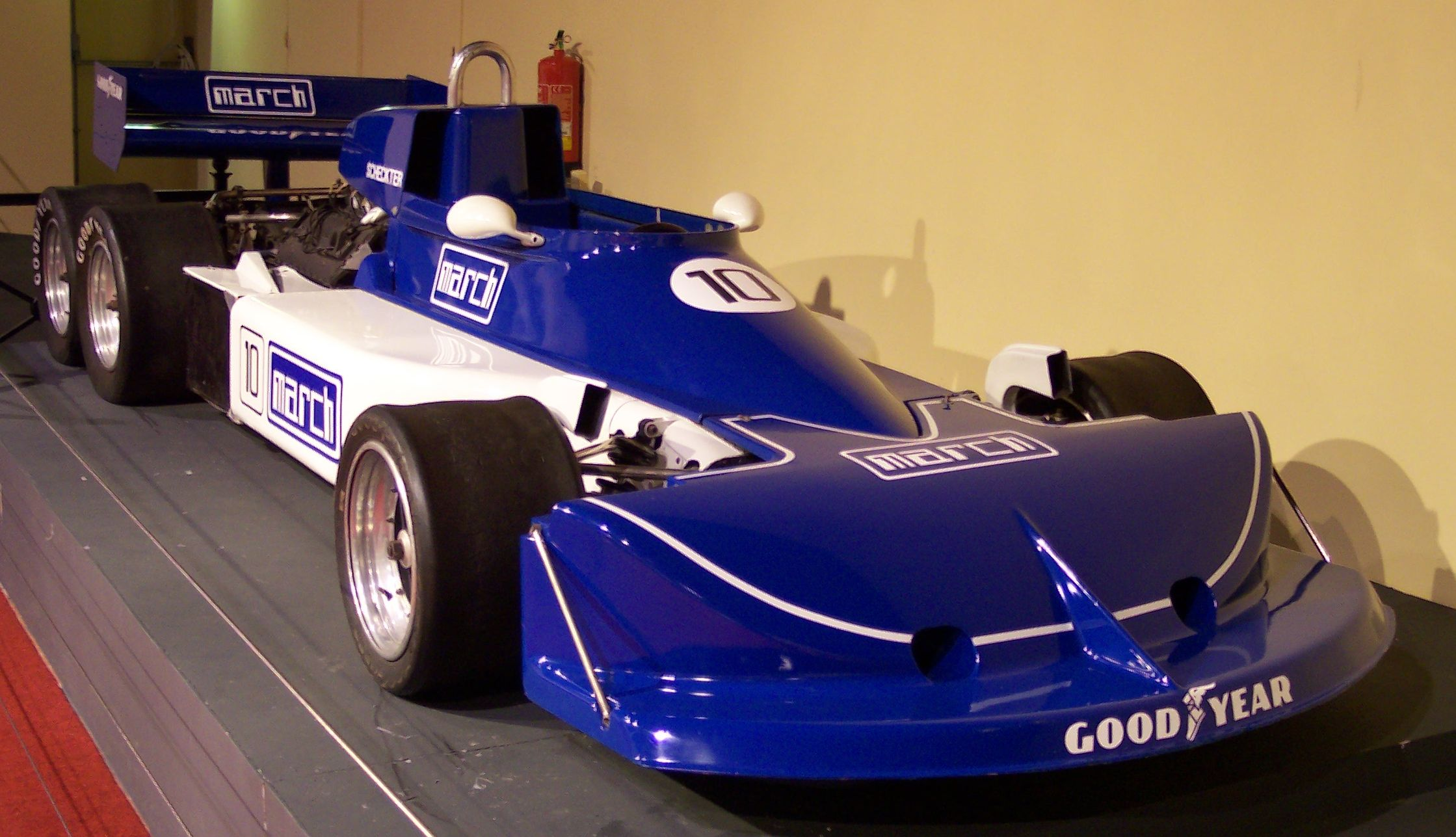
March F1 2-4-0 de 1977

Após sucesso de Alex na Fórmula 3 pela equipe March e uma rivalidade pau-a-pau com Gunnar Nilson e Brian Henton nos anos de 1974 e 1975. Alex chegou no ano de 1976 com inúmeras vitórias, varias polêmicas por conta de sua crença, o emblema 'Jesus Saves' adesivado no seu carro e por seu estilo de pilotagem agressivo e arrojado, vinha também com um belo aporte financeiro de patrocínio da Caixa Economica Federal, Rastro e a marca de tabaco Hollywood, a ida de Alex para maior categória de automobilismo do mundo era certeza e questão de tempo, por conta de seu talento e o aporte financeiro que tinha de seus patrocinadores, receita do sucesso na Fórmula 1 nos seus últimos 70 anos de vida. Alex recebeu propostas concretas deBernie Ecclestone (dono da Fórmula 1 e da equipe Brabham) para se juntar a Brabham a convite de José Carlos Pacce, seu amigo e mentor que o via como o piloto ideal para fazer dupla com ele na equipe. Alex recebeu também o convite da sua equipe atual, a March, que vinha de uma vitória com Ronnie Petterson na temporada de 1976 e bons rumores de alto desempenho para a temporada de 1977 da Fórmula 1.  
Em 1976, estreou na Fórmula 1 pela equipe Hesketh, com o modelo 308-C na penultima corrida do ano no GP dos Estados Unidos em Watkins Glen, após uma intriga de um dos pilotos titulares. Nessa época também competiu pela Fórmula Atlantic e Fórmula 2.   
Alex levou até o último minuto para tomar uma decisão, mas antes de assinar com a March para a temporada de 1977 por uma questão de confiabilidade e zona de conforto, então ele estreou em 1977 definitivamente na Fórmula 1 como piloto titular da March para toda temporada na equipe de Max Mosley que viraria seu então 'maior inimigo' de sua carreira. Alex não obteve bons resultados por conta do projeto mal elaborado pela equipe do carro de seis rodas e projetado para ter menos arrasto, o March 2-4-0, um carro que tinha um problema gravíssimo no diferencial, com que fez o carro instável e também não teve tempo o suficiente para os testes de pneu para aquela temporada, levando o projeto já apresentado à mídia ao declínio, a equipe então recorreu ao carro do ano anterior, o March 761, com diversas modificações improvisadas para disputar a temporada de 1977 de Fórmula 1.  

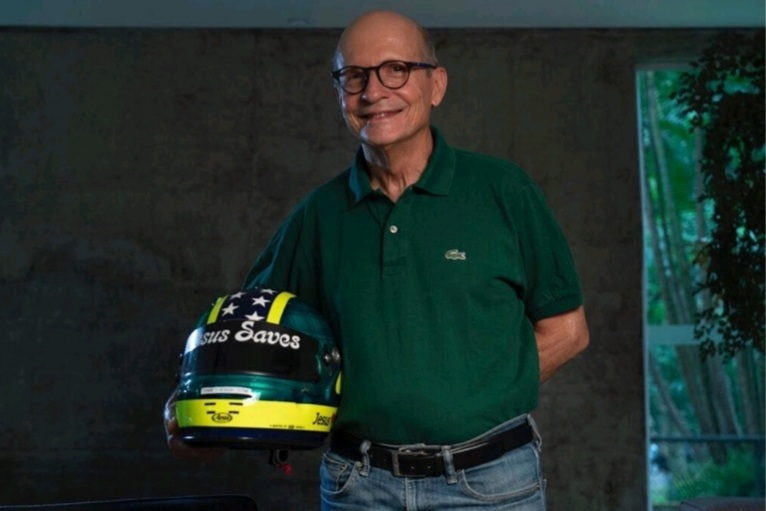
Alex Ribeiro com seu capacete Jesus Saves de Fórmula 1

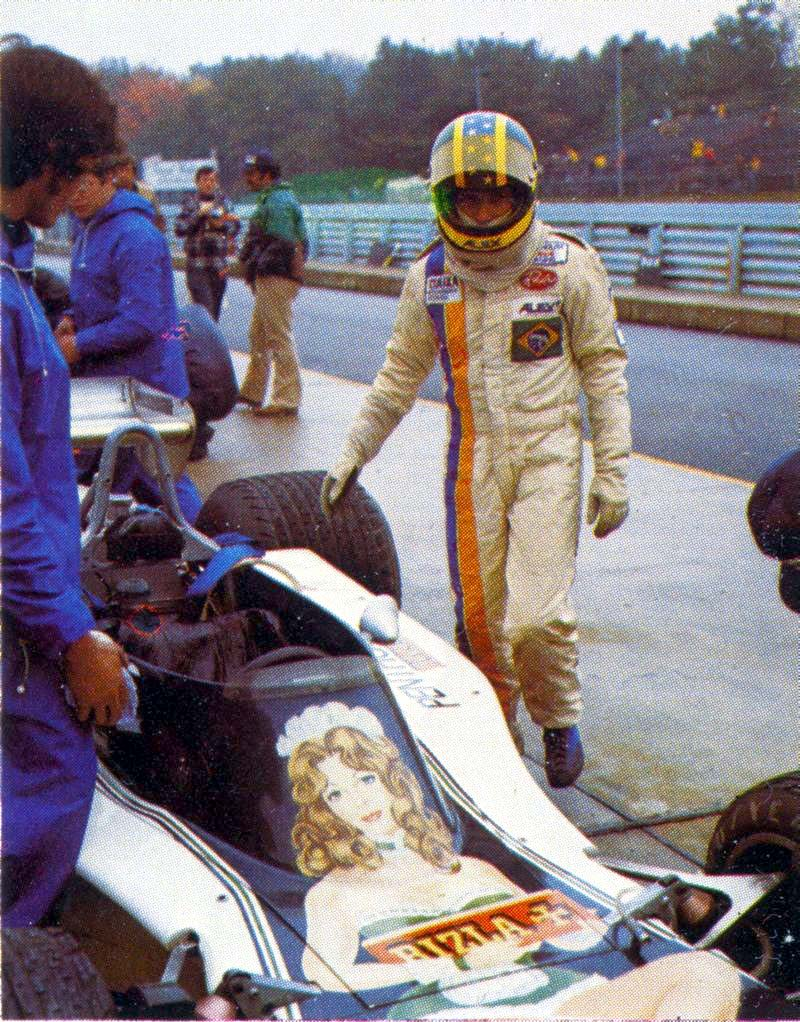
Estréia de Alex Ribeiro na Fórmula 1 no Grande Prêmio de Watkins Glen de 1976 pela equipe Hesketch

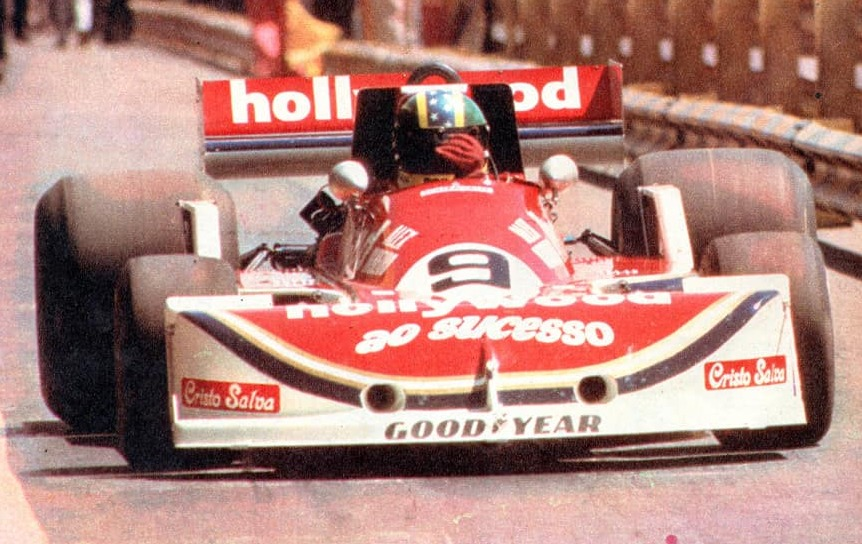
Alex Ribeiro em seu March 7-6-1 no GP da Argentina de 1977 de Fórmula 1

Ao total na temporada de 1977 de Fórmula 1, classificou-se para 10 Grandes Prêmios, obtendo o 8º lugar como sua melhor colocação nos GPs da Alemanha e Canadá em 1977. Com o péssimo resultado da equipe devido aos seus erros técnicos e de construtores, a escuderia oficializou sua saída da Fórmula 1 naquele mesmo ano, porém continuou a operar como construtores nas categórias de acesso, Fórmula 2, Fórmula 3 e Fórmula Atlantic.  
Em 1979, formou dupla com Emerson Fittipaldi na equipe Copersucar-Fittipaldi em três grandes prêmios, pilotando o Fittipaldi F6A  e o Fittipaldi F5 com motores Ford Cosworth nos GPs de Imola (Itália), Montreal (Canadá) e retirou-se da Fórmula 1 no GP de Watkins Glen nos Estados Unidos. 

### Volta a Fórmula 2 em 1978 e o Milagre no Grande Prêmio de Nürburgring Nordschleife
A temporada de 1977 de Fórmula 1 chegava ao fim, e com ela Alex não tinha mais patrocinadores, uma vez que a March não fez sucesso, Alex não tinha outra escuderia para ir e nem como continuar com dinheiro do próprio bolso (voltaria em 79 com a Fittipaldi), Alex então fez um "downgrade" em sua carreira, e em 1978, a contra gosto e desiludido com a Fórmula 1, foi se dedicar a Fórmula 2 européia com um restante de dinheiro que tinha da temporada passada cedido pela Hollywood para a temporada anterior que daria somente para comprar o carro e pagar pelas três provas iniciais da temporada. 
Alex Ribeiro comprou um carro novo com a March Engineering, um carro que ele mesmo tinha ajudado a desenvolver no tempo em que trabalhou na March. Naquela temporada seria difícil pra sequer chegar entre os primeiros, a  March BMW era a primeira força na Fórmula 2 com seus motores BMW fortíssimos, e naquela época os pilotos de F1, disputavam a F2 ao mesmo tempo, ou seja, Alex iria duelar com Keke Rosberg, Eddie Chever e Bruno Giacomelli, favoritos ao título, porém, Alex encarou o desafio, e com o dinheiro que ele tinha no bolso, pintou seu carro de vermelho sangue, colocou as escritas 'Jesus Saves' bem grande nas laterais, expos sua fé ao maximo da exposição possível, contratou dois amigos para participar do desafio, e assim, nascia a Jesus Saves Racing Team.

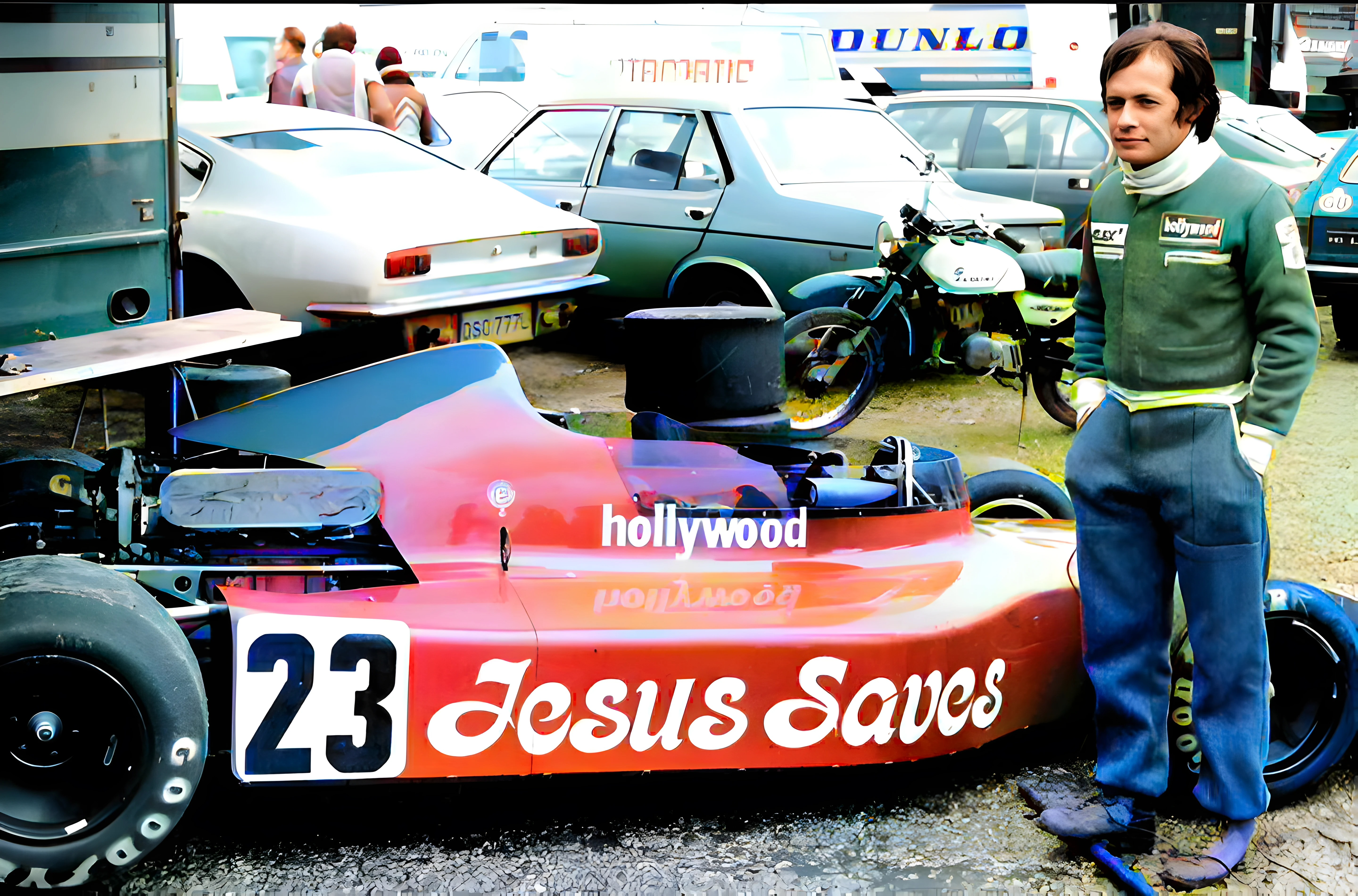
Alex Ribeiro e seu Fórmula 2 Jesus Saves em Nürburgring 1978

Alex Ribeiro, deveria ao menos vencer uma para poder continuar competindo, caso não vecesse ao mesmo uma, ele estaria fora do automobilismo definitivamente, sendo a ultima corrida justamente a mais díficil, Nürbugring, conhecida como 'o inferno verde', palco de varias mortes e conhecida por suas curvas sinuosas dentro da floresta de Nurburg na Alemanha. Alex fez duas provas boas no inicio da temporada, porém não venceu, em sua ultima corrida, Alex crê em uma vitória milagrosa, mesmo tendo um dos piores carros do grid comparado aos carros da March-BMW e com varias peças improvisadas e somente dois pneus novos.

Mesmo todos desacreditados que teria uma escapatoria para Alex, ele foi pra corrida contra os 'titãs' da Fórmula 1 e 2 que eram favoritos ao título. Se Alex perdesse, estaria fora pra sempre da categória, se ganhasse poderia continuar a temporada por conta do valor da premiação em dinheiro e tentar o título mundial.

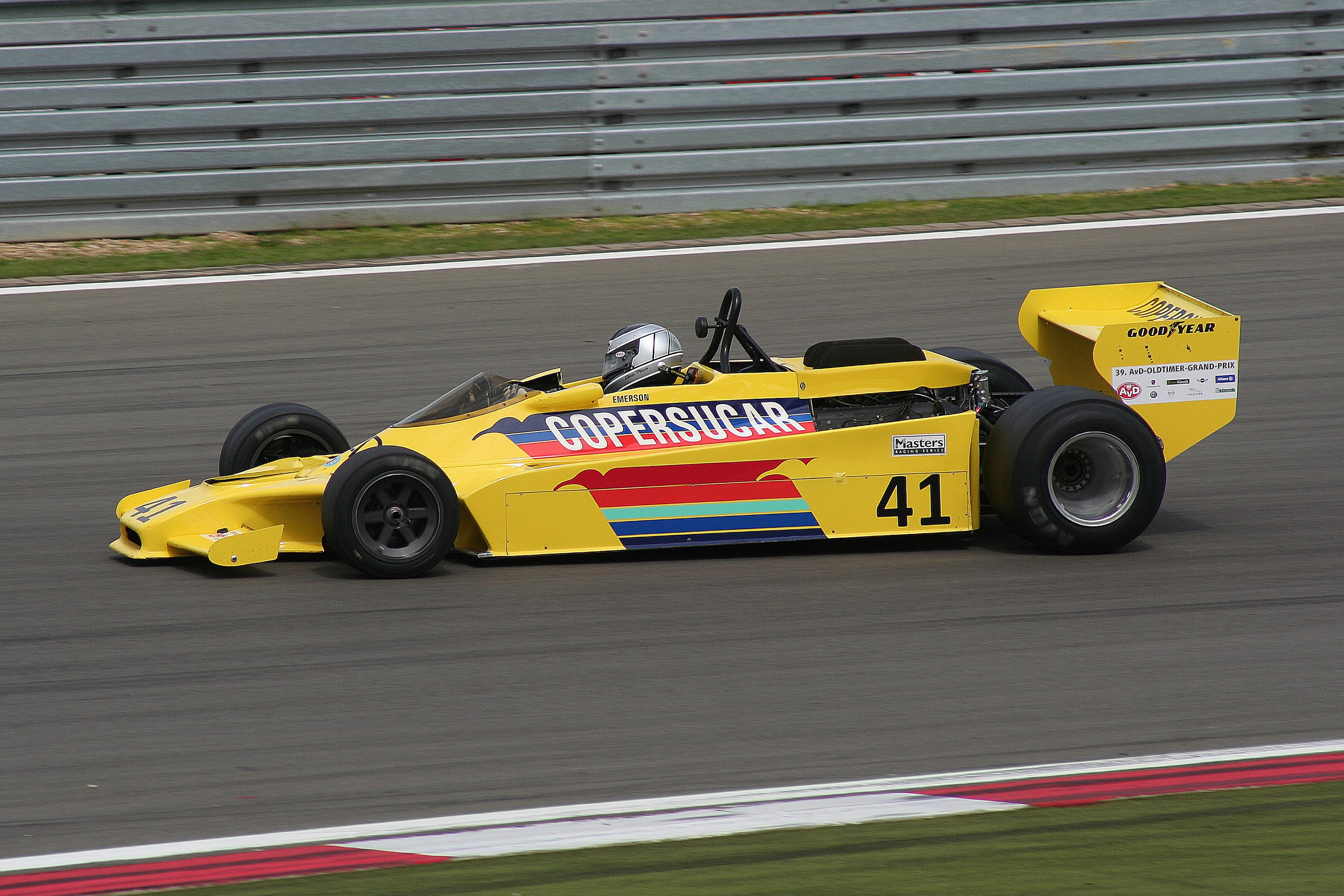
Copersucar Fittipaldi F5A pilotado por Alex Ribeiro na temporada de 1979 de Fórmula 1

Contra tudo e todos, Alex vence a corrida e se consagra como uma lenda do automobilismo mundial e na reforma do autodromo de Nurburgring tem seu nome exposto do muro da fama do autódromo, em memória sua vitória no dia 5 de maio de 1978 no circuito mais difícil e perigoso da história da Fórmula 1.

### Medical Car
Depois de encerrar a carreira na Fórmula 1 e Fórmula 2 e agora liderando a instituição Atletas de Cristo, voltou à Fórmula 1 a pedido do médico chefe da Fórmula 1, o Professor Sid Watkins para ser piloto oficial do Medical Car (de 1999 a 2001) em todo caledário mundial da Fórmula 1, posição que ele já desepenhava todo ano, porém somente no GP do Brasil.   
Alex se despediu das pistas oficialmente no GP do Brasil de Fórmula 1 de 2002 como piloto do Medical Car em uma corrida em que quase morreu atropelado após o piloto Nick Heidfeld bater seu Fórmula 1 na porta aberta do carro de Alex que estava aberta, enquanto estacionava para prestar atendimento a um piloto acidentado na pista.

### Carreira pós-Fórmula 1
Após sua passagem pela Fórmula 1, deixou temporariamente as pistas para retornar em 1983 no Campeonato Brasileiro de Marcas e no Superkart. Em 1984 também competiu no Brasileiro de Marcas. Ainda na década de 1980 guiou na Fórmula Ford e Fórmula 3 Sul-Americana, em 1988, mesma categoria pela qual competiu em 1992.

### Carreira longe das pistas
Por 5 olimpiadas (de 1988 a 2016) e pela Seleção Brasieira na Copa do Mundo (de 1990 a 2018), ele atuou como capelão dos atletas cristãos da Seleção Brasileira. Palestrante, radialista e escritor, Alex tem três best sellers publicados (Mais que vencedor, Atletas de Cristo e Força para Vencer) totalizando mais de 150.000 livros vendidos. Um deles foi traduzido para o inglês, espanhol e árabe e outro ganhou o prêmio ABEC de melhor biografia do ano, totalizando 80 000 livros vendidos. Depois de se aposentar do automobilismo, Alex se juntou à organização “Atletas de Cristo”  com diretor executivo durante 22 anos, organização que reúne milhares atletas de diversas modalidades.

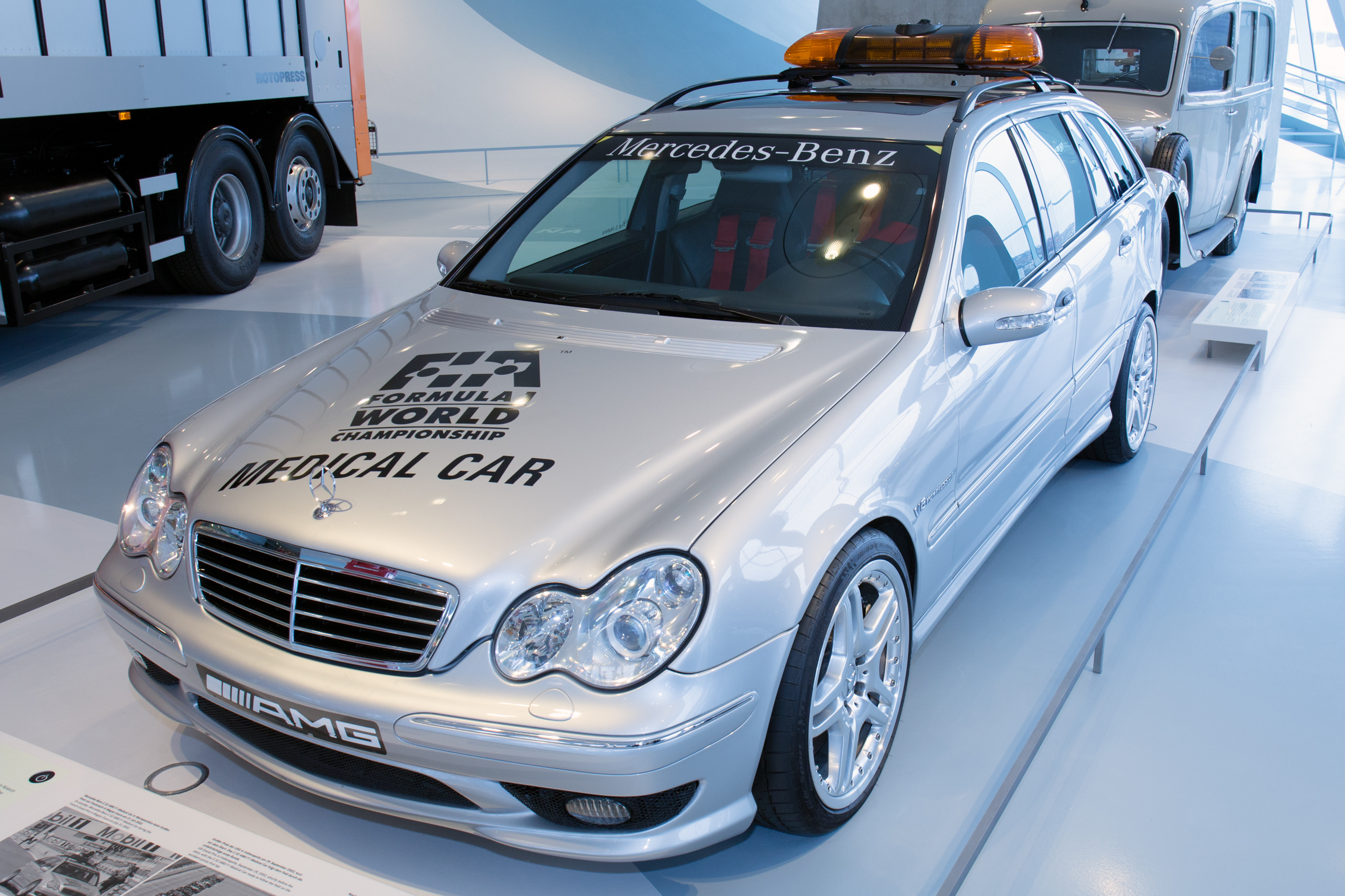
Mercedes-Benz C32 AMG F1 Medical Car pilotado por Alex Ribeiro na Fórmula 1

Foi comentarista da Fórmula 1 na Rádio Jovem Pan e Repórter de matérias do programa Auto Esporte da TV Globo.
Alex escreveu 7 livros: "Mais que vencedor", "Mais que vencedor 2, "What it Takes", "Quem venceu o tetra?" "Camber: De volta para o futuro", "Força para vencer", "Muito Além do Sucesso e Significado", este com prefácio de Emerson Fittipaldi, pela Editora Hagnos.

## Todos os resultados de Alex Ribeiro na Fórmula 3 Inglesa (M.C.D. Lombard North Central British)
| 1974 | March Engineering | GRD       | Ford   | G | OPK 2 | MPK 6   | SNE 4   | SNE 2 | OPK 1 | BHC 2   | MPK N/Q | SIL 3   | THR 4 | OPK 3   | BHC 1 | -     | -     | -     | -       | -     | -     | 60    | 2º    |    |    |
| 1975 | March Engineering | March 753 | Toyota | G | THR 8 | SIL Ret | MON Ret | BRH 1 | THR 6 | AND Ret | SNE Ret | MOZ DSQ | CAP 2 | SIL Ret | OUL 8 | KNO 7 | THR 1 | SIL 2 | SIL Ret | BHR 2 | SIL 5 | OUL 2 | THR 1 | 59 | 2º |

## Todos os resultados de Alex Ribeiro na Fórmula 1
| Ano  | Equipe                              | Chassi         | Motor                | Pneus | 1       | 2       | 3       | 4       | 5      | 6      | 7      | 8      | 9      | 10     | 11     | 12     | 13      | 14     | 15      | 16     | 17      | Pontos | Posição  |
| ---- | ----------------------------------- | -------------- | -------------------- | ----- | ------- | ------- | ------- | ------- | ------ | ------ | ------ | ------ | ------ | ------ | ------ | ------ | ------- | ------ | ------- | ------ | ------- | ------ | -------- |
| 1976 | Penthouse Rizla Racing with Hesketh | Hesketh 308D   | Ford Cosworth DFV V8 | G     | BRA     | AFS     | US      | ESP     | BEL    | MON    | SUE    | FRA    | GBR    | ALE    | AUT    | HOL    | ITA     | CAN    | USE 12º | JAP    |         | 0      | NC (37º) |
| 1977 | Hollywood March Racing              | March 761B     | Ford Cosworth DFV V8 | G     | ARG Ret | BRA Ret | AFS Ret | USW Ret | ESP NQ | MON NQ | BEL NQ | SUE NQ | FRA NQ | GBR NQ | ALE 8º | AUT NQ | HOL 11º | ITA NQ | USE 15º | CAN 8º | JAP 12º | 0      | NC (27º) |
| 1979 | Fittipaldi Automotive               | Fittipaldi F6A | Ford Cosworth DFV V8 | G     | ARG     | BRA     | AFS     | USW     | ESP    | BEL    | MON    | FRA    | GBR    | ALE    | AUT    | HOL    | ITA NQ  | CAN NQ | USA NQ  |        |         | -      | -        |

Ret = Retirou-se da corrida / NQ = Não se qualificou para a corrida / DSQ=Desclassificado da corrida.

## Trajetória e Títulos Individuais
- 1968 - Prêmio Victor - Piloto revelação do ano
- 1969- Piloto do ano, Brasília
- 1970 - Campeão brasiliense de kart
- 1971 - Bicampeão brasiliense de kart
  - Estreia na Fórmula Ford
- 1972 - Vice-campeão brasileiro de Fórmula Ford
- 1973 - Campeão brasileiro de Fórmula Ford
  - Primeiro colocado no ranking brasileiro de pilotos
- 1974 - Vice-campeão inglês de Fórmula 3
  - Estreia na Fórmula Atlantic
- 1975 - Vice-campeão europeu de Fórmula 3
  - Vários recordes e vitórias na Europa
  - Estreia na Fórmula 2
- 1976 - Quinto colocado no Campeonato Europeu de Fórmula 2
  - Estreia na Fórmula 1 pilotando um Hesketh 308-C
- 1977 - Disputou o Campeonato Mundial de Fórmula 1 pela equipe March
- 1978 - Disputou o Campeonato Europeu de Fórmula 2 com vitória em Nürburgring
- 1979 - Disputou os GPs de San Marino, Canadá e Estados Unidos pela Equipe Copersucar de Fórmula 1
- 1983 - Volta às pistas disputando o Campeonato Brasileiro de Marcas e Superkart
- 1984 - Disputou o Campeonato Brasileiro de Marcas
- 1988 - Participou do Campeonato Brasileiro de Fórmula Ford e do Campeonato sul-americano de Fórmula 3
- 1992 - Disputou o Campeonato sul-americano de Fórmula 3
- 1999/2002 - Piloto do Medical Car da FIA na Fórmula 1

## Títulos
- Bicampeão brasiliense de Kart (1969 e 1970);
- Vice Campeão Brasileiro de Fórmula Ford (1972)
- Campeão Brasileiro Fórmula Ford (1973)
- Vice Campeão da Fórmula 3 Inglesa (1974-1975);